# Níjar (kommun)
Níjar är en kommun i Spanien.   Den ligger i provinsen Provincia de Almería och regionen Andalusien, i den södra delen av landet, 400 km söder om huvudstaden Madrid. Antalet invånare är 29 465. Arean är 601 kvadratkilometer. Níjar gränsar till Almería.
Terrängen i Níjar är huvudsakligen kuperad, men västerut är den bergig.